# Вильярроэль, Вашингтон
Вашингтон дель Пила́р Вильярроэ́ль Родри́гес (исп. Washington del Pilar Villarroel Rodríguez; 12 октября 1938, Сантьяго — 11 декабря 2022) — чилийский футболист, игравший на позиции защитника.

## Биография

### Игровая карьера
Всю футбольную карьеру Вильярроэль играл за «Универсидад Католика», в составе которого выиграл два чемпионских титула в 1961 и 1966 годах. Всего за «Универсидад Католика» Вильярроэль сыграл во всех турнирах 345 матчей, 286 из которых были сыграны в чемпионате Чили, а 42 из них в Кубке Либертадорес.

### Смерть
Скончался 11 декабря 2022 года в возрасте 84 лет после непродолжительной болезни.

## Достижения
«Универсидад Католика»
- Чемпион Чили (2): 1961, 1966